# Абаевы (балкарская фамилия)
Абаевы (карач.-балк. Абайлары) — княжеский владетельный род (таубии) в Балкарии.

## История
Род Абаевых происходит от легендарного Басиата, который по преданиям был выходцем «из Маджар». Согласно легенде, Басиат пришёл на Северный Кавказ со своим братом Бадинатом (в дигорской традиции Бадели) и стал родоначальником балкарской феодальной знати. Бадинат же ушёл в Дигорию, от него пошли дигорские князья-баделиаты.
Изначально Абаевы жили в селении Кюнлюм, в верховьях р. Черек. Позже отдельные ветви рода расселились в другие аулы Черекского ущелья — в Ишканты, Хызны-Эль, Абаевский, Кашхатау и т.д.
До революции 1917 г. Абаевым принадлежали обширные земельные участки в Черекском ущелье.
После установления советской власти представители рода подверглись преследованиям, в результате чего многие были вынуждены эмигрировать за границу.

## Генетическая генеалогия
Согласно исследованиям, Абаевы принадлежат к гаплогруппе Q1a, которая также включает несколько княжеских родов Балкарии — Биевых, Заниюковых, Кучуковых, а также дигорских князей Каражаевых.

## Известные представители
- Мисост Кучукович Абаев (1857—1928) — российский и советский публицист и этнограф
- Султанбек Асланбекович Абаев (1845—1888) — первый балкарский профессиональный музыкант, скрипач, просветитель, общественный деятель.

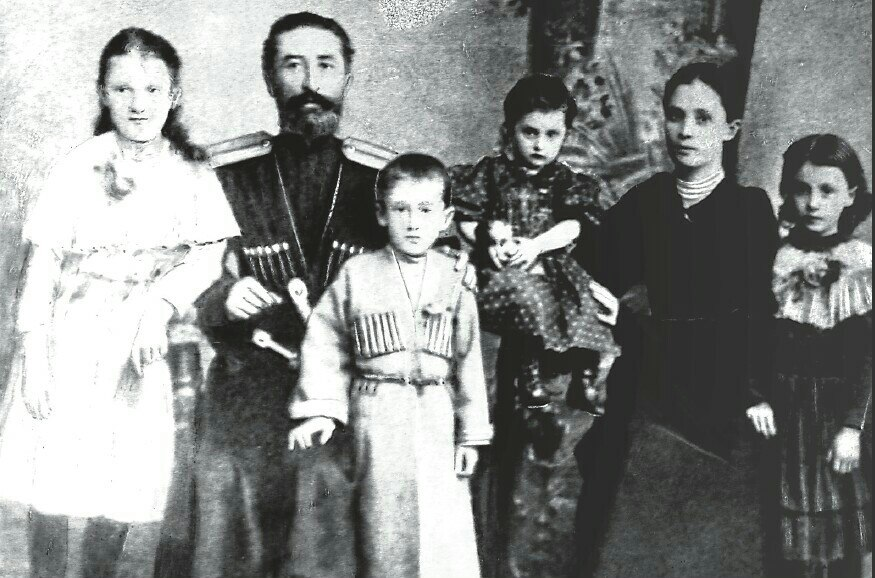
Мисост Абаев с семьёй.
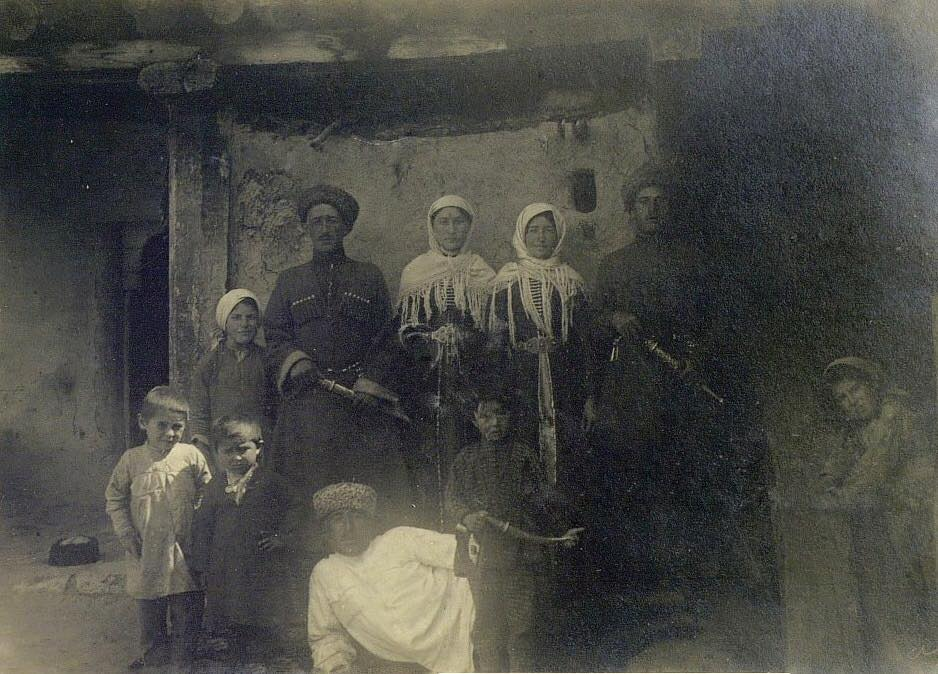
Семья Абаевых, селение Ишканты, 1913 год.
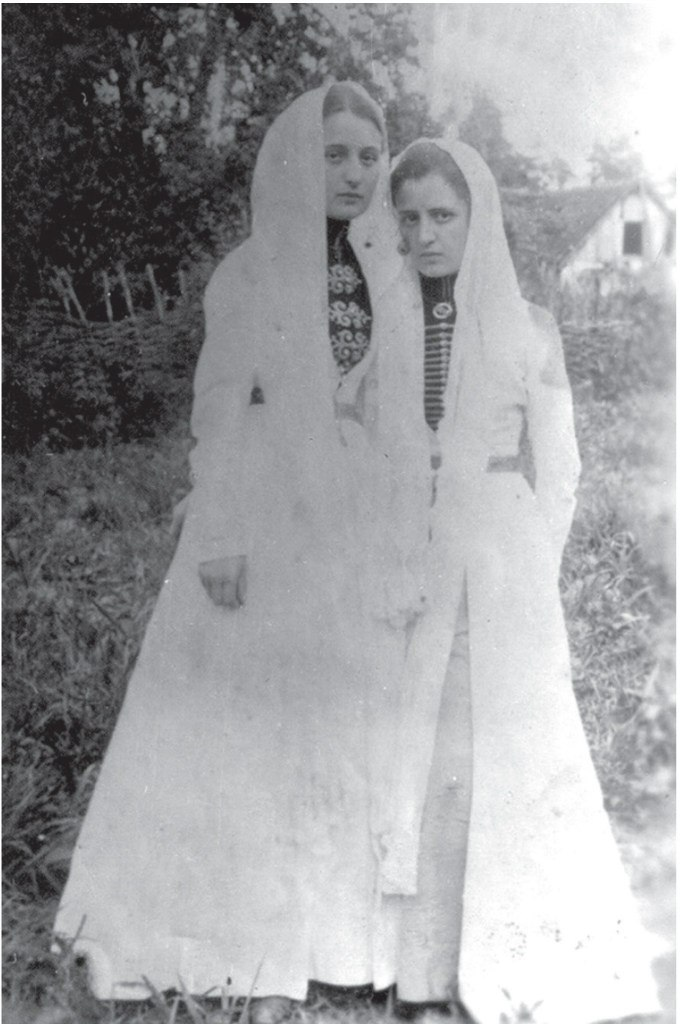
Девушки из рода Абаевых. начало XX века.
музыкант  Султанбек Абаев
Азербайджанский публицист Гасан Зардаби и его супруга Ханифа Абаева